# Kutzenhausen (Francja)
Kutzenhausen – miejscowość i gmina we Francji, w regionie Grand Est, w departamencie Dolny Ren.
Według danych na rok 1990 gminę zamieszkiwało 740 osób, 103 os./km².